# AvenCell Europe
AvenCell Europe GmbH, bis Ende 2021 GEMoaB GmbH, ist ein deutsches biopharmazeutisches Unternehmen, das sich mit der Entwicklung innovativer Krebstherapien beschäftigt. Der Schwerpunkt des Unternehmens liegt auf CAR-T-Zell-Therapien der nächsten Generation. GEMoaB GmbH wurde 2011 von den beiden Professoren Gerhard Ehninger und Michael Bachmann gegründet. Das Mutterunternehmen AvenCell Therapeutics wurde im Juni 2021 von Blackstone Life Sciences, Cellex Cell Professionals (Mutter von GEMoaB) und Intellia Therapeutics gegründet und hat dabei das die GEMoaB GmbH in der klinischen Phase übernommen. Der Hauptsitz von AvenCell befindet sich in Watertown, Massachusetts, USA. Die europäische Betriebsstätte befindet sich in Dresden, Deutschland.

## Unternehmenshintergrund
Das Unternehmen konzentriert sich auf Zelltherapien, so genannte CAR-T-Therapien. Körpereigene T-Zellen werden für ihren Kampf gegen Krebszellen gentechnisch so verändert, dass sie in der Lage sind, Tumoren besser zu erkennen und abzutöten. GEMoaBs Plattform-Technologien (UniCAR, RevCAR und TCE) haben das Potenzial, sowohl bösartige hämatologische als auch solide Tumor-Erkrankungen zu adressieren.
Interessant am Ansatz von AvenCell Europe ist, dass die CAR-T-Zellen mittels eines Adaptermoleküls, dem sogenannten Targeting Module, im Körper des Patienten rasch an- und abgeschaltet werden können, so dass damit Nebenwirkungen der Therapie besser kontrolliert werden können und so die Patientensicherheit erhöht werden kann.
Im Bundesanzeiger wurde der Jahresabschluss 2020 im März 2022 von der „AvenCell Europe GmbH (vormals GEMoaB GmbH)“ veröffentlicht. Die Umbenennung in „AvenCell Europe GmbH“ erfolgte durch einen Beschluss im Rahmen der Gesellschafterversammlung vom 30. November 2021. Auf Grund eines Verschmelzungsvertrages vom selben Tag und der Beschlüsse der entsprechenden Gesellschafterversammlungen wurde das Unternehmen mit der CPT Cellex Patient Treatment GmbH mit Sitz in Dresden verschmolzen. Verschmelzungsstichtag war rückwirkend der 1. Januar 2021.
Ende Oktober 2021 berichtete das Handelsblatt, das Gerhard Ehninger in den USA das Unternehmen AvenCell Therapeutics mitgegründet habe, dessen Tochterunternehmen die zu dem Zeitpunkt noch als GEMoaB firmierende Gesellschaft sei.
Unternehmenssitz ist Dresden.

### Wissenschaftlicher und strategischer Beirat
Der wissenschaftliche Beirat des Unternehmens besteht aus: Gerhard Ehninger (Chairman), Michael Bachmann (Dresden), Katy Rezvani (U.S.A), Bob Löwenberg (Niederlande) sowie Thomas de Maizière, MdB.

### Kooperationen
AvenCell Europe kooperiert mit einer Reihe von Partnern: das Schwesterunternehmen Cellex in Köln, das Fraunhofer-Institut, das Pharma-Unternehmen Bristol-Myers Squibb sowie die Firmen ABX, Bio Elpida und das sächsische Forschungsministerium.

## Projekte in der Pipeline
- GEM333: T-cell engaging bispecific antibody (TCE) gegen CD33 in AML[12][13]
- GEM3PSCA, TCE gegen PSCA in Prostata-Krebs und andere PSCA-exprimierende solide Tumoren[14]
- UniCAR-T-CD123 zur Behandlung der AML, ALL und bestimmten Lymphomen
- UniCAR-T-PSMA zur Behandlung einer Reihe von PSMA-exprimierenden Tumoren